# 허공 (후한)
허공(許貢, ? ~ 200년)은 중국 후한 말의 정치가이다.

## 행적
오군(吳郡) 태수를 역임하였다.
허공이 오군을 장악하자 원래의 오군태수였던 성헌(盛憲)은 허소(許昭)에게 피신했다. 성헌에 의해 효렴(孝廉)으로 천거되었던 고대(高岱)는 도겸(陶謙)에게 구원을 청하던 중 자신의 어머니가 허공에게 갇힌 것을 알고 허공을 찾아가 어머니를 만났다가 허공 몰래 도망하였다. 이후 손책(孫策)의 부하인 단양(丹陽) 태수 주치(朱治)를 보내 공격하자 크게 패하여 엄백호(嚴白虎)에게로 달아났다.
손책이 강동을 평정한 후 허공은 손책의 부하가 되었으나 마음으로 복종하지는 않았다. 손책이 원소(袁紹)와 조조(曹操)가 관도에서 싸우는 틈을 타 허창을 점령하려 하자, 허공은 조조에게 글을 보내어 손책을 조정으로 불러들일 것을 청하였다. 그러나 이 글은 손책에게 입수되었고, 손책은 허공을 불러들여 목졸려 죽게 했다. 이후 허공의 가객 3명이 손책을 살해했다.

## 삼국지연의에서의 허공
말을 그대로 믿고 계속 사냥하려다가 중상을 당하는 것으로 나온다.

## 같이 보기
- 삼국지 인물 목록